# Pussycat Dolls
De Pussycat Dolls is een vrouwelijke burleske dansrevue-groep uit Los Angeles, Californië. De groep werd in 1995 opgericht door choreografe Robin Antin. In 2003 besloot zij ook de muziek in te gaan met de groep. Naast een aantal vaste burleske Dolls werden ook speciaal zangeressen Nicole Scherzinger, Melody Thornton en Kaya Jones als Pussycat Dolls aangenomen om de zangkwaliteiten van de groep tot een succes te brengen. In 2010 besloot de toenmalige formatie te stoppen en werden alle Dolls vervangen door nieuwe. Tussen 2010 en 2012 hield Antin verschillende audities en liet verschillende meisjes met elkaar zingen. Het kostte haar twee jaar om de definitieve bezetting te creëren, die uiteindelijk in begin van 2013 verder gingen als een nieuwe meidengroep.
In 2019 maakten 5 van de 6 originele Dolls hun comeback. In januari 2022, werd deze weer opgeheven.

## Geschiedenis

### 1995–2002: oorsprong
In 1990 onderzocht Robin Antin de mogelijkheden om te komen tot een modern burleske performance-groep, met Carla Kama en Christina Applegate als performers. De groep begon met optredens in 1995, met een repertoire uit de jaren 50 en 60, gekleed in lingerie of ouderwetse pin-upgirl outfits. Een groot aantal bekende artiesten heeft gastoptredens verzorgd met de groep. Er is geen sprake van naaktheid of expliciete seksualiteit in de optredens. In juni 1999 was er veel aandacht in de pers voor de groep, nadat het tijdschrift Playboy een 'Pussycat Dolls' foto-reportage plaatste met onder meer de volgende toenmalige leden: Kasey Campbell, Kiva Dawson, Antonietta Macri, Erica Breckels, Katie Bergold, Erica Gudis en Lindsley Allen. De groep werd in de Verenigde Staten populair en verscheen in tijdschriften, televisiespecials voor MTV, VH1 en TMF, reclamecampagnes en films. Carmen Electra is de meest naar voren tredende danseres in veel van deze tijdschriftartikelen en televisieoptredens, en trad met de Pussycat Dolls het vaakst op het podium op. Later werd Electra ook een van de vaste Dolls.
In 2002 wilde Antin van de groep een girlband maken, maar er moest hier en daar nog wel aan worden gesleuteld. Aanvankelijk zou Electra ook deel van de girlband worden, maar om financiële redenen stapte zij uit de groep voordat de definitieve samenstelling rond was. Antin liet ook de huidige formatie auditeren en nam Carmit Bachar, Cyia Batten, Kasey Campbell, Ashley Roberts, Jessica Sutta en Kimberly Wyatt mee naar de girlgroup. De overige Dolls bleven als burleske actief.

### 2003–2006: muzikale doorbraak enPCD
In 2003 wilde Antin de bandsamenstelling definitief maken en nog enkele zangeressen in de groep plaatsen. Uiteindelijk werden Nicole Scherzinger, Melody Thornton en Kaya Jones tot de drie zangeressen aan de groep verbonden, waarbij Scherzinger de leadzangeres werd. Uiteindelijk bestond de definitieve bezetting uit Scherzinger, Thornton, Jones, Bachar, Batten, Campbell, Wyatt, Roberts, en Sutta. In deze samenstelling stonden de Dolls op de soundtrack van de films Shark Tale en Shall We Dance?. De Dolls maakten voor de soundtrack van laatstgenoemde film een videoclip met het nummer Sway.
In 2004 verliet Jones de groep na de opnamen van een aantal demo's. Jones wilde zich meer gaan richten op haar modellen- en musicalcarrière, gevolgd door Batten en Campbell begin 2005. Zij wilden beiden graag toch liever een danscarrière in plaats van een zangcarrière. Antin was inmiddels al zover met het debuutalbum en de platenmaatschappij dat ze besloot geen vervangers te zoeken. De overige zes Dolls, Scherzinger, Bachar, Thornton, Sutta, Roberts en Wyatt, bleven in de groep.
In 2005 brachten ze hun eerste officiële single Don't Cha uit, een samenwerking met rapper Busta Rhymes en oorspronkelijk opgenomen door Tori Alamaze. Ze brachten hun debuutalbum PCD op 13 september 2005 uit. Het album bevat tracks geproduceerd door will.i.am, Timbaland, Rich Harrison, Polow da Don, en Ron Fair. Tweede single was Stickwitu en will.i.am produceerde en rapte op de derde single Beep.
Ze schreven Nederlandse popgeschiedenis op 8 april 2006, toen Beep steeg van nummer 5 naar nummer 2 in de Nederlandse Top 40. Hiermee is PCD de eerste act die ooit met hun eerste drie singles op nummer 2 bleven steken. De vervolgsingle Buttons werd speciaal voor de single aangepast en een rap van Snoop Dogg werd toegevoegd. De clip deed veel stof opwaaien, omdat de dames te sexy gekleed zouden zijn. Desondanks hadden de Pussycat Dolls weer een hit te pakken met het nummer, dat in Nederland de 6e plaats in de Top 40 bereikte. In de late zomer van 2006 werd in de Verenigde Staten de door Timbaland geproduceerde Wait a Minute uitgebracht op single, terwijl voor Europa en een aantal Aziatische landen I Don't Need a Man werd gekozen met nummer 4 als hoogste positie in de top 40. Wait a Minute werd als zesde single in Nederland uitgebracht.
Op 24 juni 2006 stonden The Pussycat Dolls in een uitverkochte Heineken Music Hall in Amsterdam. Van hun debuut-cd PCD wisten de Dolls wereldwijd 5 miljoen exemplaren te verkopen.

### 2007–2009: gewijzigde groepssamenstelling enDoll Domination
Tijdens hun wereldtournee werd het wat rustig rondom de Dolls. Om weer wat in de picture te komen ging Antin op zoek naar een nieuwe Dolls. Op 6 maart 2007 werd in de Verenigde Staten het televisieprogramma Pussycat Dolls Present: The Search for the Next Doll uitgezonden. In een acht weken durend programma beoordeelde een jury een groep jonge vrouwen op hun zang- en danskwaliteiten. De 19-jarige Asia Nitollano kwam als winnaar uit de bus en zou onderdeel worden van de groep. Ze zong mee in het nummer Double the Trouble. In datzelfde jaar verliet Nitollano de groep alweer. Nitollano wilde gaan werken aan een solocarrière, terwijl anderen beweren dat Nitollano niet overweg kon met de overige Dolls. Nitollano had een kind en was niet 24 uur per dag beschikbaar voor de groep, iets wat de andere Dolls wel van haar verwachtten.
De groep, inclusief Nitollano, was inmiddels al wel naar de studio gegaan voor een tweede album en waren zeer druk. Tijdens de opnames van het album werd op 8 maart 2008 bekendgemaakt dat Bachar de groep verliet. Bachar wilde zich meer gaan richten op een solo- en acteercarrière. Een aantal nummers werden hierdoor speciaal aangepast en opnieuw ingezongen.
Halverwege de zomer van 2008 kwam de groep terug met het nieuwe album Doll Domination en de bijbehorende lead single When I Grow Up. De verwachtingen waren hooggespannen na het succes van PCD-singles, maar daar kon hij matig aan voldoen. De single behaalde nog de 9e plek in de Amerikaanse Billboard Hot 100, maar in Nederland kwam hij niet tot de top 20. De tweede single, Watcha Think About That, was een samenwerking met Missy Elliott. Deze single werd echter niet goed opgevangen door de Amerikaanse radiostations die liever I Hate This Part draaiden. Het kwam niet tot een wereldwijde uitgave voor Watcha Think About That vanwege het gebrek aan succes en vrij snel werd I Hate This Part definitief aan de radiostations geleverd, dat wel een internationaal werd uitgebracht. Het nummer werd een hit en zorgde voor een opleving van de albumverkopen, een bron van zorgen bij het platenlabel. In januari 2009 bracht de groep in samenwerking met de Indiase singer-songwriter en producer A.R. Rahman het nummer Jai Ho! (You Are My Destiny) uit, een heruitgave van Jai Ho uit de film Slumdog Millionaire. Het nummer deed het boven de verwachting goed en het label besloot vervolgens Doll Domination onder een 2.0-versie opnieuw uit te brengen met dit nummer als leadsingle. Hush Hush; Hush Hush was de volgende single. Ook kwam er uiteindelijk een remix versie en een mini collectie van het album uit.
Ook waren de Dolls inmiddels bezig met hun tweede wereldtournee. Na hun tournee bleef het weer even stil en waren de Dolls inmiddels de studio's ingegaan voor hun derde album.

### 2010–2012: audities voor nieuwe bezetting
Het derde album kwam uiteindelijk nooit uit, want geen jaar later maken de Dolls één-voor-één bekend de groep te verlaten, op Scherzinger na. De Dolls wilden graag verder met een solocarrière al maakt Wyatt er geen geheim van dat de Dolls het gedrag van Scherzinger ook zat waren. Scherzinger zou namelijk haar vocals en leads niet willen delen met de andere Dolls. Antin ging op zoek naar nieuwe Dolls. Op 24 mei trad Scherzinger samen met Kherington Payne, Vanessa Curry, Rino Nakasone-Razalan en Jamie Lee Ruiz op als de nieuwe groepsformatie. Hoewel deze groep een aantal optredens gaf, verlaat uiteindelijk Scherzinger de groep aan het einde van 2010 voor een solocarrière.
In maart 2011 bevestigde Antin dat zij audities zou houden om nieuwe meisjes te vinden om de gestopte leden van de groep te vervangen. In juli 2011 bevestigde ze dat de nieuwe samenstelling klaar was en dat ze aan het werk was samen met de dames. Ze bevestigde ook dat alle leden zouden gaan zingen, wat bij de oude groep niet het geval was. Op 16 september 2011 werd bekendgemaakt dat de leden gekozen werden via een realityserie. Dit gebeurde uiteindelijk nooit: de Dolls werden simpelweg zonder realityserie uitgekozen.
In oktober 2011 werd op hun officiële Facebookpagina bevestigd dat Lauren Bennett (voormalig lid Paradiso Girls) en Vanessa Curry (voormalige Lakers Girl) twee van de nieuwe leden waren. Later die maand werden er foto's gepubliceerd van de officiële nieuwe groep bestaande uit Bennett, Curry en Kristal Smith, Tiffany Zavala, Kia Hampton en Paula Van Oppen. Zij waren de studio in gegaan om te bekijken wat de sound was en wat ze wilden. Nog voor de jaarwisseling namen de Dolls in de studio een reclamefilmpje voor de Super Bowl op. De spotje zou als een soort perspresentatie moeten dienen. Opeens bestonden de Dolls uit Bennet, Curry, Van Oppen en Chrystina Sayers (uit Girlicious) en Erica Jenkins. Wat er met Smith, Zavala en Hampton was gebeurd, is onbekend. In april 2012 verliet Sayers alweer de groep en in juli 2012 werd weer een nieuwe samenstelling gepresenteerd bestaande uit Bennett en Van Oppen, met de nieuwe leden Natalia Mejia (uit Girlicious), Amanda Branche en Natasha Slayton. Een maand later was Branche alweer vervangen door X Factor-kandidaat Simone Battle. In november van dat jaar werd Mejia door haar onverwachte zwangerschap vervangen door Emmalyn Estrada. Mejia kon haar zwangerschap niet delen met de Pussycat Dolls, al zei Antin dat Mejia altijd kon terugkeren in de groep als zij er klaar voor was.

### 2013–2015: Mogelijke reünie
In februari 2013 maakt Antin bekend dat de huidige line-up, bestaande uit Lauren Bennett, Paula Van Oppen, Natasha Slayton, Simone Battle en Emmalyn Estrada niet meer de huidige versie van de Pussycat Dolls vormt, maar een geheel nieuw groepje is begonnen. Antin was op dat moment bezig met de originele line-up, bestaande uit Bachar, Batten, Campbell, Sutta, Roberts, Wyatt, Jones, Thornton en Scherzinger, om daar een mogelijke reünie line-up uit te kunnen halen voor een derde studioalbum. Uiteindelijk kwam deze reünie er niet en besloot Antin zich volledig te focussen op G.R.L.. Nadat G.R.L. in 2015 uit elkaar ging, besloot Antin de reünie van the Pussycat Dolls weer op te pakken. Dit ging uiteindelijk niet door en besloot Antin toch weer in 2016 te gaan voor G.R.L..

### 2019–2022: reünie
In 2019 traden de Pussycat Dolls voor het eerst sinds tien jaar weer samen op. Dit gebeurde tijdens de finale van The X Factor: Celebrity in Engeland. Het ging hier om een optreden met alleen maar Dolls uit de originele bezetting. Carmit Bachar, Jessica Sutta, Ashley Roberts, Kimberly Wyatt en Nicole Scherzinger maken deel uit van de reünie-bezetting. Na het X Factor-optreden kondigde de groep een reünie tournee met data in Engeland en Ierland aan. Daarnaast dook de groep ook weer de studio in voor nieuw materiaal. De comeback-single van de groep, React verscheen op 7 februari 2020. De tour werd uiteindelijk door Covid-19 twee keer uitgesteld en verzet.
In januari 2022 maakte Scherzinger bekend de stekker uit de reünie-tour te trekken en dat de groep weer uit elkaar is, terwijl de reünie-tour uiteindelijk nooit had plaatsgevonden.

## Repertoire
De nummers van de Dolls zijn meestal in de genres pop en r&b. Ook spelen zij regelmatig covers. De originele liedjes zijn meestal geschreven door professionele songwriters, waar alleen Nicole Scherzinger bij enkele nummers heeft meegeschreven, waaronder de hit I Don't Need a Man. De covers passen meestal in de burleske, cabaret en dragshowscene door hun uitdagende choreografie.
De opgenomen covers van de Pussycat Dolls zijn onder andere: We Went as Far as We Felt like Going (Labelle), Sway (Dean Martin), Santa Baby (Eartha Kitt), Feelin' Good (Nina Simone), Tainted Love (Gloria Jones/Soft Cell), Where Did Our Love Go (The Supremes/Soft Cell), een mix van Donna Summer's Hot Stuff en Siobhan Fahey's Bitter Pill, Right Now (Mel Tormé), en Don't Cha (Tori Alamaze).
Hun live cover versies bevatten onder andere It's Oh So Quiet (Betty Hutton/Björk), Big Spender (Chita Rivera/Shirley Bassey), Fever (Peggy Lee), The Pink Panther Theme (Henry Mancini), These Boots Are Made For Walking (Nancy Sinatra/Jessica Simpson), en Whole Lotta Love (Led Zeppelin).

## Samenstelling
| Doll                  | Jaar                |
| --------------------- | ------------------- |
| Carmit Bachar         | 2002–2008 2019–2022 |
| Jessica Sutta         | 2002–2010 2019–2022 |
| Ashley Roberts        | 2002–2010 2019–2022 |
| Kimberly Wyatt        | 2002–2010 2019–2022 |
| Nicole Scherzinger    | 2003–2010 2019–2022 |
| Cyia Batten           | 2002–2005           |
| Casey Campbell        | 2002–2005           |
| Kaya Jones            | 2003–2004           |
| Melody Thornton       | 2003–2010           |
| Asia Nitollano        | 2006–2007           |
| Jamie Lee Ruiz        | 2010                |
| Rino Nakasone Razalan | 2010                |
| Kherington Payne      | 2010                |
| Vannesa Curry         | 2010–2012           |
| Lauren Bennett        | 2011–2013           |
| Lyndriette Smith      | 2011                |
| Taz Zavala            | 2011                |
| Kia Hampton           | 2011                |
| Paula Van Oppen       | 2011–2013           |
| Chrystina Sayers      | 2011–2012           |
| Erica Jenkins         | 2011–2012           |
| Natalia Mejia         | 2012                |
| Amanda Branche        | 2012                |
| Natasha Slayton       | 2012–2013           |
| Simone Battle         | 2012–2013           |
| Emmalyn Estrada       | 2012–2013           |

| Cyia Batten           |
| Casey Campbell        |
| Carmit Bachar         |
| Jessica Sutta         |
| Ashley Roberts        |
| Kimberly Wyatt        |
| Kaya Jones            |
| Nicole Scherzinger    |
| Melody Thornton       |
| Asia Nitollano        |
| Jamie Lee Ruiz        |
| Rino Nakasone Razalan |
| Kherington Payne      |
| Vanessa Curry         |
| Lyndriette Smith      |
| Taz Zavala            |
| Kia Hampton           |
| Chrystina Sayers      |
| Erica Jenkins         |
| Paula Van Oppen       |
| Lauren Bennett        |
| Natalia Meija         |
| Amanda Branche        |
| Natasha Slayton       |
| Simone Battle         |
| Emmalyn Estrada       |

## Discografie

### Albums
| Album met eventuele hitnotering(en) in de Nederlandse Album Top 100 | Datum van verschijnen | Datum van binnenkomst | Hoogste positie | Aantal weken | Opmerkingen |
| ------------------------------------------------------------------- | --------------------- | --------------------- | --------------- | ------------ | ----------- |
| PCD                                                                 | 13-09-2005            | 24-09-2005            | 9               | 96           |             |
| Doll Domination                                                     | 16-09-2008            | 27-09-2008            | 24              | 11           |             |

| Album met hitnotering(en) in de Vlaamse Ultratop 200 albums | Datum van verschijnen | Datum van binnenkomst | Hoogste positie | Aantal weken | Opmerkingen |
| ----------------------------------------------------------- | --------------------- | --------------------- | --------------- | ------------ | ----------- |
| PCD                                                         | 2005                  | 22-10-2005            | 5               | 69           |             |
| Doll Domination                                             | 2008                  | 27-09-2008            | 17              | 41           | Goud        |

### Singles
| Single met eventuele hitnotering(en) in de Nederlandse Top 40 | Datum van verschijnen | Datum van binnenkomst | Hoogste positie | Aantal weken | Opmerkingen                                                         |
| ------------------------------------------------------------- | --------------------- | --------------------- | --------------- | ------------ | ------------------------------------------------------------------- |
| Don't Cha                                                     | 19-04-2005            | 10-09-2005            | 2               | 14           | met Busta Rhymes / Alarmschijf / Nr. 2 in de Single Top 100         |
| Stickwitu                                                     | 26-09-2005            | 10-12-2005            | 2               | 13           | Nr. 2 in de Single Top 100                                          |
| Beep                                                          | 09-02-2006            | 18-03-2006            | 2               | 12           | met Will.i.am / Alarmschijf / Nr. 2 in de Single Top 100            |
| Buttons                                                       | 11-06-2006            | 24-06-2006            | 6               | 15           | met Snoop Dogg / Nr. 7 in de Single Top 100                         |
| I Don't Need a Man                                            | 25-09-2006            | 21-10-2006            | 4               | 16           | Alarmschijf / Nr. 5 in de Single Top 100                            |
| Wait a Minute                                                 | 17-10-2006            | 03-02-2007            | 7               | 12           | met Timbaland / Alarmschijf / Nr. 17 in de Single Top 100           |
| When I Grow Up                                                | 27-05-2008            | 09-08-2008            | 25              | 5            | Nr. 21 in de Single Top 100                                         |
| I Hate This Part                                              | 14-10-2008            | 22-11-2008            | 27              | 5            | Nr. 53 in de Single Top 100                                         |
| Jai Ho! (You Are My Destiny)                                  | 23-02-2009            | -                     | tip 5           | -            | met A. R. Rahman & Nicole Scherzinger / Nr. 42 in de Single Top 100 |
| React                                                         | 07-02-2020            | -                     | -               | -            |                                                                     |

| Single met hitnotering(en) in de Vlaamse Ultratop 50 | Datum van verschijnen | Datum van binnenkomst | Hoogste positie | Aantal weken | Opmerkingen                           |
| ---------------------------------------------------- | --------------------- | --------------------- | --------------- | ------------ | ------------------------------------- |
| Don't Cha                                            | 2005                  | 10-09-2005            | 1(2wk)          | 25           | met Busta Rhymes                      |
| Stickwitu                                            | 2005                  | 10-12-2005            | 5               | 18           |                                       |
| Beep                                                 | 2006                  | 11-03-2006            | 1(1wk)          | 19           | met Will.i.am                         |
| Buttons                                              | 2006                  | 08-07-2006            | 4               | 17           | met Snoop Dogg                        |
| I Don't Need a Man                                   | 2006                  | 04-11-2006            | 7               | 17           |                                       |
| Wait a Minute                                        | 2007                  | 17-03-2007            | 18              | 10           | met Timbaland                         |
| When I Grow Up                                       | 2008                  | 29-08-2008            | 3               | 20           |                                       |
| I Hate This Part                                     | 2008                  | 13-12-2008            | 5               | 18           |                                       |
| Bottle Pop                                           | 13-03-2009            | -                     | tip 9           | -            | met Snoop Dogg                        |
| Jai Ho! (You Are My Destiny)                         | 2009                  | 18-04-2009            | 3               | 17           | met A. R. Rahman & Nicole Scherzinger |
| Hush Hush; Hush Hush                                 | 13-07-2009            | 25-07-2009            | 6               | 17           |                                       |

### Dvd's
| Dvd's met hitnoteringen in de Nederlandse Music Top 30 | Datum van verschijnen | Datum van binnenkomst | Hoogste positie | Aantal weken | Opmerkingen |
| ------------------------------------------------------ | --------------------- | --------------------- | --------------- | ------------ | ----------- |
| Pussycat Dolls: Live from London                       | 2007                  | 03-02-2007            | 26              | 1            |             |